# Stipe Pletikosa
Stipe Pletikosa (Split, 8 januari 1979) is een Kroatisch voetbaldoelman. In december 2015 keerde Pletikosa weer terug op de velden door zijn pensioen op te schorten en te tekenen bij Deportivo La Coruña. Daarvoor stond Pletikosa stond als laatst van 2011 tot en met 2015 onder contract bij het Russische FK Rostov. In 1999 debuteerde hij in het Kroatisch voetbalelftal. De Kroaat beëindigde zijn interlandcarrière na het wereldkampioenschap in Brazilië.

## Clubcarrière

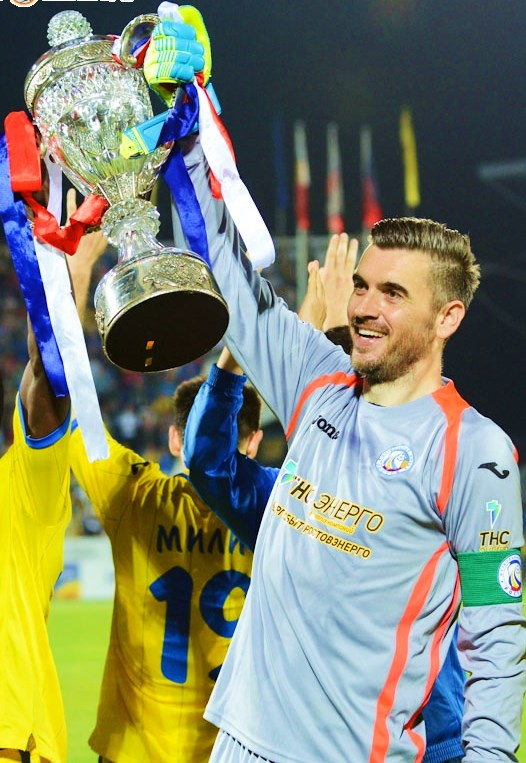
Pletikosa met de Russische voetbalbeker in 2014.

Pletikosa's carrière begon bij Hajduk Split (waar hij een strafschop benutte in de UEFA Cup in 2002). In 2003 vertrok hij naar Sjachtar Donetsk in Oekraïne. Toen hij echter in 2005 voor het Kroatische team moest spelen en hij de finale van de Oekraïense beker zodoende miste, werd zijn contract ontbonden. Het volgende seizoen werd Pletikosa verhuurd aan zijn oude club Hajduk Split. In 2006 ging Pletikosa terug naar Sjachtar. In het begin van 2007 werd hij voor ruim twee miljoen euro verkocht aan FC Spartak Moskou. Op 31 augustus 2010 werd Pletikosa verhuurd aan de Engelse voetbalclub Tottenham Hotspur. Op 21 september 2010 maakte Pletikosa zijn debuut voor Tottenham tegen Arsenal FC, waar Tottenham won met 4–1. Op 6 augustus 2011 tekende Pletikosa een contract bij de Russische club FK Rostov. Op 13 juli 2011 maakte hij zijn debuut voor Rostov tegen Kuban Krasnodar (1–2 verlies). Voordat Pletikosa zijn contract met FK Rostov met twee jaar verlengde, waren het Griekse PAOK Saloniki en het Belgische Club Brugge geïnteresseerd in de Kroatische doelman, die toch koos voor FK Rostov. In 2014 won aanvoerder Pletikosa met de Russische club de Russische voetbalbeker. In juni 2015 speelde Pletikosa zijn laatste wedstrijd voor FK Rostov tegen FK Tosno. Zijn laatste wedstrijd in het betaald voetbal won Pletikosa met 4-1. Daarna volgde zijn afscheid van de supporters en de voetbalclub.

### Deportivo La Coruña
Het Spaanse Deportivo La Coruña had Pletikosa vastgelegd als vervanger voor Germán Lux. De Kroatische doelman was al (bijna) een half jaar met pensioen, maar wist de voormalige international te verleiden tot een rentree. Pletikosa tekende een contract voor zes maanden.

## Interlandcarrière

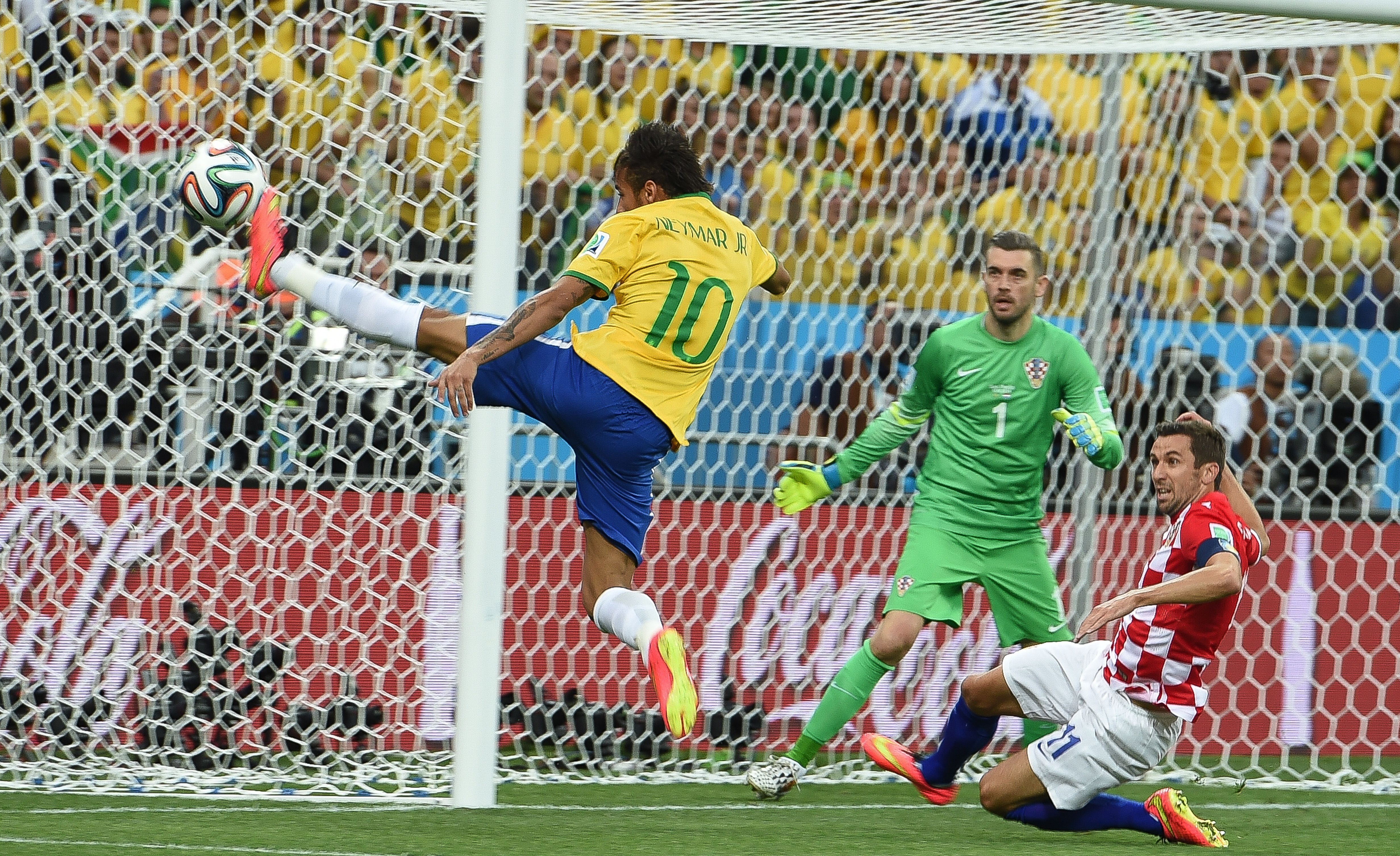
Pletikosa in de openingswedstrijd tegen Brazilië op het wereldkampioenschap.

Pletikosa speelde in 1998 mee op het Europees kampioenschap onder 18, waar Kroatië derde werd. Ook speelde hij mee op het wereldkampioenschap onder 20 in 1999. Zijn debuut in het Kroatisch voetbalelftal maakte Pletikosa in 1999 tegen Denemarken. Op het wereldkampioenschap voetbal 2002 stond hij in alle drie de wedstrijden in de basis. In aanloop naar het Europees kampioenschap voetbal 2004 speelde hij wel de kwalificatiewedstrijden, maar kwam hij tijdens het toernooi door een blessure niet aan spelen toe. Op het WK van 2006 in Duitsland stond hij wederom in het basiselftal.
Op 29 mei 2012 maakte toenmalig bondscoach Slaven Bilić zijn definitieve en 23-koppige selectie bekend die Kroatië zou vertegenwoordigen op het Europees kampioenschap voetbal 2012 in Polen en Oekraïne, inclusief Pletikosa. Hij kreeg rugnummer 1 toebedeeld. Op 6 februari 2013 evenaarde Pletikosa samen met Darijo Srna en Josip Šimunić het interlandrecord van Dario Šimić (100 interlands).
Pletikosa werd in mei 2014 opgenomen in de Kroatische selectie voor het wereldkampioenschap in Brazilië door bondscoach Niko Kovač. Pletikosa keepte in alle wedstrijden van Kroatië. In de openingswedstrijd tegen Brazilië, kreeg het gastland een makkelijk gegeven penalty, die ondanks het lichte contact van Pletikosa met de bal, toch voor de 2-1 voorsprong zorgde voor de tegenstander. Oscar zorgde uiteindelijk voor de 3-1, alhoewel er over dit doelpunt ook heel veel ophef was. De tweede wedstrijd tegen Kameroen won Kroatië met 4-0 en de laatste groepwedstrijd tegen Mexico verloren de Kroaten met 3-1.
Na 114 interlands voor Kroatië te hebben gespeeld, zette Pletikosa een punt achter zijn interlandcarrière na het wereldkampioenschap in Brazilië.